# Ecotiopato ioduro
L'ecotiopato ioduro è un composto organofosforico con un gruppo ammonico quaternario.

## Chimica
Il composto si presenta come una polvere cristallina, biancastra, solubile in acqua. Se viene iofilizzato in presenza di acetato di potassio, crea un deposito amorfo bianco sulle pareti della beuta.

## Farmacodinamica
Il farmaco agisce inibendo irreversibilmente le colinesterasi con effetti simili alla neostigmina, ma più prolungati nel tempo. 
L'instillazione oculare di una soluzione allo 0,03-0,25% provoca intensa miosi e contrazione del corpo ciliare dell'iride. Questi effetti compaiono entro 10-30 minuti dopo l'applicazione e possono persistere per giorni e addirittura settimane. 
La riduzione della pressione endooculare, conseguenza di una quantità aumentata di umore acqueo che viene drenato dall'occhio, è rilevabile già dopo 4-8 ore dall'instillazione, è massima dopo 24 ore e può persistere per diversi giorni.

## Usi clinici
L'ecotiopato ioduro è indicato nel trattamento del glaucoma ad angolo aperto, in particolare nei pazienti afachici. Il composto è stato proposto per la diagnosi e per il controllo dell'esotropia (strabismo accomodativo convergente). 
L'ecotiopato dovrebbe essere somministrato solo quando altre molecole ad azione colinergica si siano dimostrate inefficaci.

## Effetti collaterali e indesiderati
Pur se applicato nel sacco congiuntivale l'ecotiopato ioduro a livello sistemico può causare riduzione delle colinesterasi plasmatiche ed eritrocitarie,
diarrea,
talvolta anche aritmie cardiache.
Raramente durante il trattamento con il farmaco per soluzione oftalmica è stata riportato il distacco della retina in soggetti adulti senza storia precedente di questo disturbo.
Si possono inoltre verificare iriti, precipitazione di episodi di glaucoma acuto, edema maculare cistoide, cisti dell'iride od opacità della lente, in particolare dopo un trattamento prolungato. I pazienti talvolta riportano anche sensazione di prurito e bruciore oculare, eccessiva lacrimazione, tendenza a strizzare l'occhio, congiuntivite. È stato registrato anche un offuscamento della vista. L'uso prolungato può causare ispessimento congiuntivale e ostruzione dei canali nasolacrimali.

In letteratura medica è stato segnalato un aumento paradosso della pressione intraoculare a seguito di instillazione di composti ad attività anticolinesterasica. Questo disturbo può essere alleviato instillando una sostanza simpaticomimetica e midriatica, come ad esempio la fenilefrina.

## Controindicazioni
L'ecotiopato ioduro è controindicato nei soggetti con ipersensibilità individuale nota al principio attivo oppure ad uno qualsiasi degli eccipienti contenuti nella formulazione farmacologica. È inoltre controindicato in caso di irite acuta, uveite acuta, uveite anteriore, alcune forme di glaucoma secondario, glaucoma ad angolo chiuso (prima dell'intervento chirurgico), glaucoma associato ad iridociclite o a infiammazione uveale. 
Il farmaco non dovrebbe essere impiegato in soggetti con storia personale di asma bronchiale, cardiopatia ischemica cronica, parkinsonismo, ulcera peptica, epilessia, ostruzione intestinale o tendenza alla ritenzione urinaria secondaria ad ostruzione.

## Dosi terapeutiche
Nel trattamento del glaucoma la soluzione di ecotiopato ioduro, a concentrazioni comprese tra lo 0,03% e lo 0,25%, viene applicata nel sacco congiuntivale, una goccia, una o due volte al giorno. Per la diagnosi e per il trattamento iniziale dell'esotropia accomodativa è invece richiesta l'applicazione di una goccia di soluzione allo 0,125% ogni giorno per almeno 2-3 settimane. Il dosaggio può essere successivamente ridotto.

## Sovradosaggio
Gli effetti sistemici dovuti ad intossicazione da ecotiopato sono trattati con atropina solfato e pralidossima cloruro somministrate per via parenterale. L'iniezione di pralidossima cloruro serve a riattivare le colinesterasi. Per il trattamento dei gravi effetti indesiderati a livello oculare la pralidossima cloruro è stata iniettata anche per via subcongiuntivale.

## Avvertenze
Prima di iniziare la terapia è indicata l'esecuzione di un esame gonioscopico.
Una particolare cautela deve essere utilizzata nel trattamento di pazienti con anamnesi di distacco della retina o di ipersensibilità allo iodio. 
Per prevenire l'insorgenza di cisti oculari nei pazienti sottoposti a terapia locale con ecotiopato ioduro si possono somministrare in concomitanza gocce oculari di fenilefrina. 
In caso di insorgenza di diarrea persistente, incontinenza urinaria, sudorazione, cardiotossicità o debolezza muscolare è opportuno procedere ad una immediata interruzione del trattamento.